# Francisco Prats y Velasco
Francisco Prats y Velasco (Almeria, 1813-1891) fou un pintor andalús.
Fou fill d'un pintor. De ben jove demostrà habilitat pels retrats, assolint cert renom a la seva ciutat natal. El 1837 ingressà a la Reial Acadèmia de Belles Arts de San Fernando (Madrid), on es formà. Des de 1850 se'l documenta exercint de mestre a les escoles de dibuix de Valladolid, Cadis i Màlaga, ciutat on va residir durant diversos anys. El 1852 fou nomenat acadèmic de San Fernando. Més tard, residint a Màlaga, fou nomenat acadèmic de la Reial Acadèmia de Belles Arts de San Telmo, on a més ocupà de forma interina la càtedra de composició i colorit. Fou també representant de la de San Fernando a la Comissió de Monuments Històrics i Artístics de la província de Màlaga.
El 1866 arriba de nou a Almeria. Allà retratà membres de famílies importants, restaurà el quadre de la Immaculada de la catedral, atribuït a Murillo, signant el dors com a restaurador del Museu del Prado. Anà a Madrid i s'hi està uns anys, tanmateix el 1884 s'estableix definitivament a Almeria, obrint estudi al carrer de la Cuesta. El 1888 és nomenat professor de l'Escola d'Arts i Oficis, càrrec que exercí fins a la seva mort.
A la seva obra predominen els gèneres d'història i religiosos. Inicialment es va dedica a copiar obres dels grans mestres espanyols de segle XVII, com Les filadores o La forja de Vulcà de Diego Velázquez. Participà a diverses exposicions anuals de l'Acadèmia de San Fernando, amb aquestes còpies o amb treballs originals. Participà a la Sèrie Cronològica dels Reis d'Espanya amb els retrats de Joan II i de Berenguera de Castella. També feu dos retrats de la reina Isabel II, un per a la Diputació de Màlaga (1866) i l'altre per a l'Ajuntament d'Almeria (1873).

## Galeria
- Retrat del rei Joan II de Castella (1848)
- Retrat de la reina Berenguera de Castella (1850)